# 永霍尔茨
永霍尔茨（德語：Jungholz，發音：[ˈjʊŋhɔlts] ⓘ）是奥地利蒂罗尔州的市镇，面积7.06平方千米，2018年1月1日人口为301人。
永霍爾茨虽然与奥地利本土通过一个大约5米宽的通道相连，但此通道没有供汽车以及其他交通工具通过的能力。人們要通過德國才可以去到奧地利其他地方，所以永霍爾茨可以被视作奥地利的一块飞地。